# Irlandia na Letnich Igrzyskach Olimpijskich 1952
Irlandię na XV Letnich Igrzyskach Olimpijskich w Helsinkach reprezentowało 19 sportowców w 6 dyscyplinach. Był to 5 start Irlandczyków na letnich igrzyskach olimpijskich.

## Zdobyte medale
| Medal  | Zawodnik     | Dyscyplina sportowa | Konkurencja  |
| ------ | ------------ | ------------------- | ------------ |
| Srebro | John McNally | Boks                | waga kogucia |

## Wyniki

### Boks
Mężczyźni
| Zawodnik         | Konkurencja | 1/16                      | 1/8                      | Ćwierćfinał              | Półfinał          | Finał                   | Finał   |
| Zawodnik         | Konkurencja | Przeciwnik Wynik          | Przeciwnik Wynik         | Przeciwnik Wynik         | Przeciwnik Wynik  | Przeciwnik Wynik        | Miejsce |
| ---------------- | ----------- | ------------------------- | ------------------------ | ------------------------ | ----------------- | ----------------------- | ------- |
| Ando Reddy       | 51 kg       | Aristide Pozzali P 0-3    | → Nie awansował          | → Nie awansował          | → Nie awansował   | → Nie awansował         | 16.     |
| John McNally     | 54 kg       |                           | Alejandro Ortuoste W 3-0 | Vincenzo Dall’Osso W 3-0 | Gang Jun-Ho W 3-0 | Pentti Hämäläinen P 1-2 | srebro  |
| Thomas Reddy     | 57 kg       | Stevan Redli P TKO        | → Nie awansował          | → Nie awansował          | → Nie awansował   | → Nie awansował         | 17.     |
| Kevin Martin     | 60 kg       | Marcel Van De Keere W 2-1 | Gheorghe Fiat P0-3       | → Nie awansował          | → Nie awansował   | → Nie awansował         | 9.      |
| Terence Milligan | 63,5 kg     | Ebrahim Afszarpur W 3-0   | Piet van Klaveren W 3-0  | Bruno Visintin P 0-3     | → Nie awansował   | → Nie awansował         | 5.      |
| Peter Crotty     | 67 kg       | Harry Gunnarsson P TKO    | → Nie awansował          | → Nie awansował          | → Nie awansował   | → Nie awansował         | 17.     |
| William Duggan   | 75 kg       | Vasile Tiță P DSQ         | → Nie awansował          | → Nie awansował          | → Nie awansował   | → Nie awansował         | 17.     |
| John Lyttle      | ponad 81 kg | Jean Lansiaux P 0-3       | → Nie awansował          | → Nie awansował          | → Nie awansował   | → Nie awansował         | 16.     |

### Jeździectwo
| Zawodnik                                           | Koń          | Konkurencja        | Ujeżdżenie | Cross country | Skoki | Razem  | Pozycja |
| -------------------------------------------------- | ------------ | ------------------ | ---------- | ------------- | ----- | ------ | ------- |
| Harry Freeman-Jackson                              | Cuchulain    | WKKW indywidualnie | 183,66     | 55,00         | 30,00 | 268,66 | 27.     |
| Ian Hume-Dudgeon                                   | Hope         | WKKW indywidualnie | 162,00     | 87,00         | 20,00 | 269,20 | 28.     |
| Mark Darley                                        | Emily Little | WKKW indywidualnie | 152,66     | 253,00        | 10,00 | 415,66 | 33.     |
| Harry Freeman-Jackson Ian Hume-Dudgeon Mark Darley | jak wyżej    | WKKW drużynowo     | 498,52     | 395,00        | 60,00 | 953,52 | 6.      |

### Lekkoatletyka
Mężczyźni
Konkurencje biegowe
| Zawodnik   | Konkurencja | Runda 1 | Runda 1 | Runda 2         | Runda 2         | Półfinał        | Półfinał        | Finał           | Finał           |
| Zawodnik   | Konkurencja | Wynik   | Miejsce | Wynik           | Miejsce         | Wynik           | Miejsce         | Wynik           | Miejsce         |
| ---------- | ----------- | ------- | ------- | --------------- | --------------- | --------------- | --------------- | --------------- | --------------- |
| Paul Dolan | 100 m       | 11,0    | 3.      | → Nie awansował | → Nie awansował | → Nie awansował | → Nie awansował | → Nie awansował | → Nie awansował |
| Paul Dolan | 200 m       | 21,9    | 2.      | 21,9            | 3.              | → Nie awansował | → Nie awansował | → Nie awansował | → Nie awansował |
| Paul Dolan | 400 m       | 48,5    | 3.      | → Nie awansował | → Nie awansował | → Nie awansował | → Nie awansował | → Nie awansował | → Nie awansował |
| Joe West   | maraton     |         |         |                 |                 |                 |                 | 2:56:22,8       | 49.             |

### Szermierka
Mężczyźni
| Zawodnik         | Konkurencja          | Runda 1 | Runda 1 | Runda 2 | Runda 2         | Półfinały       | Półfinały       | Mecz o 3. miejsce | Mecz o 3. miejsce | Finał           | Finał           | Pozycja         |
| Zawodnik         | Konkurencja          | Przeciwnik | Wynik   | Przeciwnik | Wynik           | Przeciwnik      | Wynik           | Przeciwnik        | Wynik             | Przeciwnik      | Wynik           | Pozycja         |
| ---------------- | -------------------- | --- | ------- | --- | --------------- | --------------- | --------------- | ----------------- | ----------------- | --------------- | --------------- | --------------- |
| Harry Thuillier  | floret indywidualnie | Bo Eriksson Nicolae Marinescu Norman Casmir Sergio Iesi Jock Gibson                                               |         | → Nie awansował | → Nie awansował | → Nie awansował | → Nie awansował | → Nie awansował   | → Nie awansował   | → Nie awansował | → Nie awansował | → Nie awansował |
| Paddy Duffy      | floret indywidualnie | Leif Klette Nils Rydström Luke Wendon John Fethers Julius Eisenecker Ernst Rau Giovanni Bertorelli                |         | → Nie awansował | → Nie awansował | → Nie awansował | → Nie awansował | → Nie awansował   | → Nie awansował   | → Nie awansował | → Nie awansował | → Nie awansował |
| Paddy Duffy      | szpada indywidualnie | Béla Rerrich Allan Jay César Pekelman Wojciech Rydz Jurij Deksbach Vasile Chelaru Giovanni Bertorelli             |         | → Nie awansował | → Nie awansował | → Nie awansował | → Nie awansował | → Nie awansował   | → Nie awansował   | → Nie awansował | → Nie awansował | → Nie awansował |
| George Carpenter | szpada indywidualnie | Raimondo Carnera Fathallah Abdel Rahman Álvaro Mário Mourão Emilio Meraz Darío Amaral Vito Simonetti That Hải Tơn |         | → Nie awansował | → Nie awansował | → Nie awansował | → Nie awansował | → Nie awansował   | → Nie awansował   | → Nie awansował | → Nie awansował | → Nie awansował |
| Tom Kearney      | szpada indywidualnie | Álvaro Pinto Claude Nigon Ronald Parfitt Rubén Soberón Walter de Paula Lew Sajczuk Heikki Raitio                  |         | Erkki Kerttula Per Carleson József Sákovics Oswald Zappelli John Fethers Raimondo Carnera Egill Knutzen Jean-Fernand Leischen |                 | → Nie awansował | → Nie awansował | → Nie awansował   | → Nie awansował   | → Nie awansował | → Nie awansował | → Nie awansował |

### Zapasy
Styl wolny
| Zawodnik  | Konkurencja | 1/16               | 1/8              | Ćwierćfinał      | Półfinał         | Finał            | Finał   |
| Zawodnik  | Konkurencja | Przeciwnik Wynik   | Przeciwnik Wynik | Przeciwnik Wynik | Przeciwnik Wynik | Przeciwnik Wynik | Miejsce |
| --------- | ----------- | ------------------ | ---------------- | ---------------- | ---------------- | ---------------- | ------- |
| Jack Vard | 67 kg       | Dick Garrard P 0-3 | → Nie awansował  | → Nie awansował  | → Nie awansował  | → Nie awansował  | 17.     |

### Żeglarstwo
Mężczyźni
| Zawodnik      | Konkurencja | Wyścig | Wyścig | Wyścig | Wyścig | Wyścig | Wyścig | Wyścig | Punkty | Finałowa pozycja |
| Zawodnik      | Konkurencja | 1      | 2      | 3      | 4      | 5      | 6      | 7      | Punkty | Finałowa pozycja |
| ------------- | ----------- | ------ | ------ | ------ | ------ | ------ | ------ | ------ | ------ | ---------------- |
| Alfred Delany | Finn        | 402    | 186    | 372    | 269    | 133    | 133    | 946    | 2308   | 21.              |